# فياريخو ديل فايي
بلدية فياريخو ديل فايي (بالإسبانية: Villarejo del Valle) هي بلدية تقع في مقاطعة آبلة التابعة لمنطقة قشتالة وليون وسط إسبانيا.

## الديموغرافيا
بلغ عدد سكان بلدية فياريخو ديل فايي 433 نسمة عام 2011 (وفقاً للمعهد الوطني للإحصاء الإسباني).
| 510 | 512 | 496 | 476 | 461 | 451 | 433 |